# Cupra Formentor
El Cupra Formentor és un vehicle utilitari esportiu compacte (segment C) fabricat pel productor d'automòbils SEAT sota la seva submarca Cupra orientada al rendiment. Comercialitzat com a vehicle tot camí cupè, és el primer cotxe dissenyat específicament per a la submarca. La versió de producció es va revelar el març de 2020, després que la seva presentació es va posposar quan la pandèmia de COVID-19 va provocar-ne la cancel·lació al Saló de l'Automòbil de Ginebra 2020. Va ser presentat com a vehicle conceptual gairebé de producció al Saló de l'Automòbil de Ginebra 2019. Rep el nom del Cap de Formentor de Mallorca. La producció del Formentor va començar a finals de setembre de 2020.